# Edwardsiana geometrica
Edwardsiana geometrica är en insektsart som först beskrevs av Franz Paula von Schrank 1801.  Edwardsiana geometrica ingår i släktet Edwardsiana och familjen dvärgstritar. Arten är reproducerande i Sverige. Inga underarter finns listade i Catalogue of Life.